# 哈克斯贝亨
哈克斯贝亨（荷蘭語：Haaksbergen，發音：[ˈɦaːɡzbɛrɣə(n)] ⓘ）是荷蘭上愛塞省的一個市镇，位於荷蘭東部的特文特地區。

## 外部連結
- 维基共享资源上的相關多媒體資源：哈克斯贝亨
- Official website（页面存档备份，存于）